# Ritoók Zsigmond (filológus)
Ritoók Zsigmond (Budapest, 1929. szeptember 28. –) Magyar Corvin-lánccal kitüntetett, Széchenyi-díjas magyar klasszika-filológus, egyetemi tanár, professor emeritus, a Magyar Tudományos Akadémia rendes tagja. A római és ógörög irodalom, ezen belül a költészet és az esztétika nemzetközileg elismert, kiemelkedő tudósa. 2009-ben a Bolyai-díj kitüntetettje. Dédapja Tormay Béla (1839–1906) mezőgazdász, akadémikus; nagyapja Ritoók Zsigmond (1870–1938) orvos, belgyógyász.

## Életpályája
Egyetemi tanulmányait a Pázmány Péter Tudományegyetem görög–latin szakán kezdte 1948-ban, ahol 1952-ben szerzett bölcsészdiplomát (az egyetem neve ekkor már Eötvös Loránd Tudományegyetem volt). Emellett 1948-tól annak 1950-es megszűnéséig az Eötvös-kollégium tagja volt. 1965-ben magyar szakos diplomát szerzett a meglévők mellé.
Diplomájának megszerzése után az ELTE görög tanszékének tanársegédje lett, majd 1958 és 1970 között a budapesti Martos Flóra Gimnázium (ma: Óbudai Gimnázium) tanára volt. 1970-ben a Magyar Tudományos Akadémia ókortudományi tanszéki kutatócsoportjának tudományos munkatársa, később főmunkatársa lett. 1986-ban az ELTE latin nyelv és irodalom tanszékének egyetemi tanárává nevezték ki. Egy évvel később tanszékvezető is lett, mely tisztséget 1993-ig töltötte be. 1999-ben a rendes professzori nyugdíjkorhatárt elérve ugyan nyugalomba vonult, ám ezzel párhuzamosan professor emeritus címet kapott, és változatlanul folytatja oktatói tevékenységét.
1968-ban védte meg a nyelvtudományok kandidátusi, 1986-ban pedig akadémiai doktori értekezését. 1990-ben választották a Magyar Tudományos Akadémia levelező, 1993-ban pedig rendes tagjává. Ezenkívül a római Academia Latinitati Fovendae, az Európai Akadémia, valamint az Osztrák Tudományos Akadémia tagjává választották. 1990-ben az MTA Nyelv- és Irodalomtudományi Osztályának elnökhelyettese lett, majd 1996 és 1999 között annak elnöke volt (ilyen minőségében az MTA elnökségében is részt vett). Ezenkívül az Ókortudományi Bizottság és a Doktori Tanács vallástudományi szakbizottságának tagja. 2007-ben a Vallástudományi Elnöki Bizottság elnöke lett. Ezenkívül 1980-ban a Magyar Ókortudományi Társaság főtitkára lett, majd 1985-ben annak ügyvezető társelnökévé, 1991-ben pedig elnökévé választották. Ezt a tisztségét 1997-ig töltötte be. 1993 és 2003 között az Acta Antiqua című tudományos szakfolyóirat főszerkesztője volt.

## Munkássága
Kutatási területe a görög és római irodalom, az antikvitás esztétikája és az ókortudomány története (klasszika-filológia).
A görög epikus énekmondókkal kapcsolatban azok működésének és társadalmi elhelyezkedésének első rendszeres összehasonlító vizsgálatait végezte el. Az epikus szöveghagyományban és retorikában a szóbeliségből az írásbeliségbe történő áttérés jeleit és alapját vizsgálta.
Ezenkívül kiadta Arany János kéziratban és töredékesen megmaradt Szophoklész-fordításait. Ezzel kapcsolatban kimutatta, hogy az addigi felfogással ellentétben azokat nem német nyelvből, hanem ógörögből fordította. Jelentős tankönyvírói munkássága is, több ókori témájú egyetemi és középiskolai tankönyv szerzője vagy társszerzője.

## Családja
Egyik dédapja a nagyváradi ítélőtábla elnöke, másik dédapja pedig Tormay Ferenc mezőgazdász, az MTA tagja. Nagyapja Ritoók Zsigmond orvos, belgyógyász, a Rókus Kórház igazgatója volt. Távoli rokona (nagyapjának testvére) Ritoók Emma művészetfilozófus, író.
Özvegy, felesége Szalay Ágnes (1931-2022) irodalomtörténész, könyvtáros, az MTA Irodalomtudományi Intézet Reneszánsz osztályának külső tagja, az MTA Régikönyvek Gyűjteményének vezetője, a Magyar Érdemrend lovagkeresztjének kitüntetettje, Janus Pannonius összes művei kritikai kiadásának szerkesztője volt. Házasságukból két leány- és egy fiúgyermek született.

## Díjai, elismerései
- Ábel Jenő-emlékérem (1979)
- Szent-Györgyi Albert-díj (1992)
- A Magyar Köztársasági Érdemrend középkeresztje (1995)
- Pázmány Péter-díj (1997)
- Ferencváros díszpolgára (2000)[3]
- Széchenyi-díj (2001)
- A Magyar Köztársasági Érdemrend középkeresztje a csillaggal (2008)
- Bolyai János alkotói díj (2009)
- Prima díj (2012)
- Magyar Örökség díj (2016)[4]
- Magyar Corvin-lánc (2018)

## Főbb publikációi
- Régi görög hétköznapok (1962)
- A görög kultúra aranykora (Sarkady Jánossal és Szilágyi János Györggyel, 1968, 1984)
- Színház és stadion (1968)
- A görög énekmondók (1972)
- Sophoklés Philoktétése Arany János fordításában (1973)
- Történelem a középiskola I. osztálya számára. (Gyapay Gáborral) Nemzeti Tankönyvkiadó 1978. ISBN 963-18-7984-4
- Von der Mündlichkeit zur Textgeschichte (1981)
- Források az ókori görög zeneesztétika történetéhez Akadémiai, 1982 ISBN 9630512629
- A magyar ókortudomány bibliográfiája 1951–1975 (szerk.) Akadémiai, 1986 ISBN 963-05-3466-5
- Ponori Thewrewk Emil Akadémiai, 1993 ISBN 9630565382
- Griechische Musikästhetik Peter Lang Publishing, 2004 ISBN 363152210X
- Görög művelődéstörténet (Németh Györggyel és Sarkady Jánossal) Osiris, 2006 ISBN 9789633898727
- A Lónyay legendája; szerk. Bor István, Ritoók Zsigmond; Budapesti Református Öregdiákok Török Pál Egyesülete, Bp., 2006
- Retorika és narráció; szerk. Hajdu Péter, Ritoók Zsigmond; Gondolat–Pompeji, Bp.–Szeged, 2007 (deKON-KÖNYVek)
- Vágy, költészet, megismerés. Válogatott tanulmányok; Osiris, Bp., 2009
- Homérosszal is Jézushoz. Ritoók Zsigmond ókorkutatóval beszélget Simon Erika; Kairosz, Bp., 2011 (Miért hiszek?)
- Homéros Magyarországon. Adalékok; Kalligram, 2019 ISBN 978-963-468-104-5

## További hivatkozások
- Az InfoRádió cikke a Bolyai János Alkotói Díj átadásáról
- Ritoók Zsigmond Bolyai-díjas
- A Magyar Nemzet cikke a Ritoók családról[halott link]
- Antigoné című előadása[halott link]
- Tanulmányok Ritoók Zsigmond hetvenedik születésnapja tiszteletére; szerk. Hermann István; Egyetemi Széchenyi Kör, Bp., 1999